# Well Well Well
«Well Well Well» es una canción del álbum John Lennon/Plastic Ono Band de John Lennon con el apoyo de Plastic Ono Band, con Ringo Starr como batería y Klaus Voorman en el bajo eléctrico. Es la segunda de dos canciones del álbum, junto a «I Found Out», en presentar distorsión. También es la segunda canción del álbum, con «Mother», en contener screaming.
La canción narra varias situaciones con su enamorada, Yoko Ono, con quien discute temas de revolución, liberalismo, liberación de la mujer, y culpa.
La banda Cold War Kids grabó una versión de la canción. Super 8 grabó otra versión para el álbum tributo de 1995 Working Class Hero: A Tribute to John Lennon. La canción también fue presentada en la película de Martin Scorsese de 2006 The Departed, así como en la primera temporada de la serie Showtime, Brotherhood. En 2007, la versión de Rocky Dawuni apareció en Instant Karma: The Amnesty International Campaign to Save Darfur como un bonus track en iTunes. También aparece en el último capítulo de la segunda temporada de For All Mindkind.

## Personal
Los músicos que realizaron la grabación original fueron los siguientes:
- John Lennon - voz, guitarra
- Ringo Starr - batería
- Klaus Voormann - bajo